# Гиганты (настольная игра)
Гиганты (англ. Giganten) — настольная игра на двоих человек, созданная Гербертом Пинтусом и впервые изданная в 1981 компанией Carlit Игровой процесс построен на базе игры «Стратего» с незначительными изменениями : несколько типов игрового поля, доисторический стиль. Было два издания.
- Малое издание: добавлены различные типы игровые поля (земля, болото, озёра). Озёра являлись препятствиями.
- Большое издание: добавлена вариативная игровая доска, состоящая из 4 частей, добавлено 2 новых динозавра

Большое издание игры выиграла приз Essen Feather за самые лучшие правила в 1983.

## Игровой процесс
Ящеры разных видов сражаются на доске, похожей на шахматную. Четыре типа ландшафта способствуют либо мешают победе одного вида над другим. Каждый игрок имеет набор из 23 древних ящеров (динозавров разных видов, птеродактилей, плезиозавров, и др.) в виде картонных фигур с незакрашенной обратной стороной, тем самым оппонент не может знать какая из фигур какая. На фигурах есть числа, обозначающие их силу. Фигуры двигаются и атакуют друг друга. Цель : отыскать яйца ящеров твоего оппонента.

## Награды
- 1983 Essen Feather[2]